# 池田耀平
池田 耀平（いけだ ようへい、1998年6月22日 - ）は、静岡県島田市出身の陸上競技（長距離走）選手。静岡県立島田高等学校、日本体育大学卒業。花王陸上競技部所属。

## 経歴
小学生の時は島田ウエスタン野球少年団で投手として活躍、陸上も島田市の代表として選出され、リアル二刀流であった。中学時代は市立島田第一中学校で野球部、3年時には投手として県大会にも出場したほど。島田高校に入学後陸上を始める。高1、高2と目立った成績は無し。
高校3年時のインターハイでは1500mで5位入賞。都道府県対抗駅伝では1区区間10位と結果を残し、日本体育大学に進学。しかし1年次は故障が相次ぎ、記録会への出場もほとんどなかった。
2年次は着実に力をつけ、第30回出雲駅伝（1区区間14位）・第50回全日本大学駅伝（1区区間13位）・第95回箱根駅伝（1区区間12位）の学生三大駅伝全てで1区を担当。
3年次は5000m13分台・10000m28分台を記録しチームのエース格に成長。第51回全日本大学駅伝では1区区間8位、第96回箱根駅伝ではハイペースの展開で終盤まで先頭集団に食らいつき、1区歴代5位の好タイムで区間3位。2月の丸亀ハーフマラソンでは大学記録を更新。同月の日本選手権クロスカントリーシニア男子10kmでは4位入賞。
4年次は大黒柱としてチームを牽引。第97回箱根駅伝予選会では個人7位（日本人3位・チームトップ）、第52回全日本大学駅伝では2区で11人抜きの区間3位と好走。12月4日の第104回日本選手権10000mでは大学記録を更新する27分58秒52の自己ベストを記録した。第97回箱根駅伝では華の2区を担当。7位でタスキを受けると7人の4位集団を引っ張り、10kmで抜け出して4位でタスキリレー。区間3位（日本人トップ）の快走を見せた。
大学卒業後はカネボウ陸上競技部に所属。2022年10月1日にカネボウ陸上競技部が花王株式会社に移管され、花王陸上競技部に所属となる。
2023年2月26日に開催された大阪マラソンでは初マラソン挑戦で日本人2番手の2時間06分53秒（日本歴代11位）で7位。
2024年9月29日に行われたベルリンマラソンでは2時間05分12秒の日本歴代2位の記録で6位に入った。

## 自己ベスト
- 1500m：3分45秒58（2022年、第294回日本体育大学長距離競技会）
- 3000m：7分50秒39（2023年、セイコーゴールデングランプリ陸上）
- 5000m：13分24秒14（2023年、Track Night Vienna）
- 10000m：27分58秒52（2020年、第104回日本選手権）
- ハーフマラソン：1時間00分59秒（2022年、第50回全日本実業団ハーフマラソン大会）
- マラソン：2時間05分12秒（2024年、ベルリンマラソン）